# Onychophora coprophila
Onychophora coprophila är en svampart som beskrevs av W. Gams, P.J. Fisher & J. Webster 1984. Onychophora coprophila ingår i släktet Onychophora, divisionen sporsäcksvampar och riket svampar.   Inga underarter finns listade i Catalogue of Life.